# Punto caldo Erebus
Il punto caldo Erebus è un punto caldo vulcanico responsabile dell'elevata attività vulcanica nell'isola di Ross, situata nella parte occidentale del Mare di Ross, in Antartide.
La sua attuale zona vulcanicamente attiva, il monte Erebus (3.794 m), è in eruzione continua sin dall'epoca della sua scoperta avvenuta nel 1841.
I magma eruttati dal monte Erebus sono di composizione simile a quelli fuoriusciti dai punti caldi attivi del rift dell'Africa orientale. Il Monte Bird, all'estremità settentrionale dell'Isola di Ross e il Monte Terror, all'estremità orientale sono grandi vulcani a scudo basaltici che con la datazione al potassio-argo sono stati datati rispettivamente a 4,8-3,8 milioni di anni fa e 1,8-0,8 milioni di anni fa.
Il punto caldo Erebus è stato interpretato come causa dell'espansione della frattura nel Terror Rift. Il suo pennacchio del mantello, che ha un diametro stimato tra 250 e 300 km, si estende per circa 200 km al di sotto della superficie; qui si restringe formando una stretta colonna che prosegue poi in profondità per altri 400 km.

## Denominazione
Il nome del punto caldo Erebus, come quello del vulcano omonimo e del Monte Terror, derivano dai nomi delle due navi, HMS Erebus e HMS Terror che componevano la spedizione di James Clark Ross, il navigatore inglese che scoprì l'isola di Ross nel 1841.
A sua volta il nome della nave deriva da quello della figura mitologica Erebus della mitologia greca antica.